# Festival OTI de la Cançó
El Festival OTI de la Cançó o Festival de la OTI, el nom original del qual era Gran Premi de la Cançó Iberoamericana, va ser un certamen musical on cadascun dels països pertanyents a l'OTI participava amb una cançó, de manera similar al Festival de la Cançó d'Eurovisió. Es va celebrar per primera vegada en Madrid el 25 de novembre de 1972 i, després d'una suspensió en 1999, la seva última versió va tenir lloc a Acapulco el 20 de maig de 2000, totalitzant vint-i-vuit edicions.

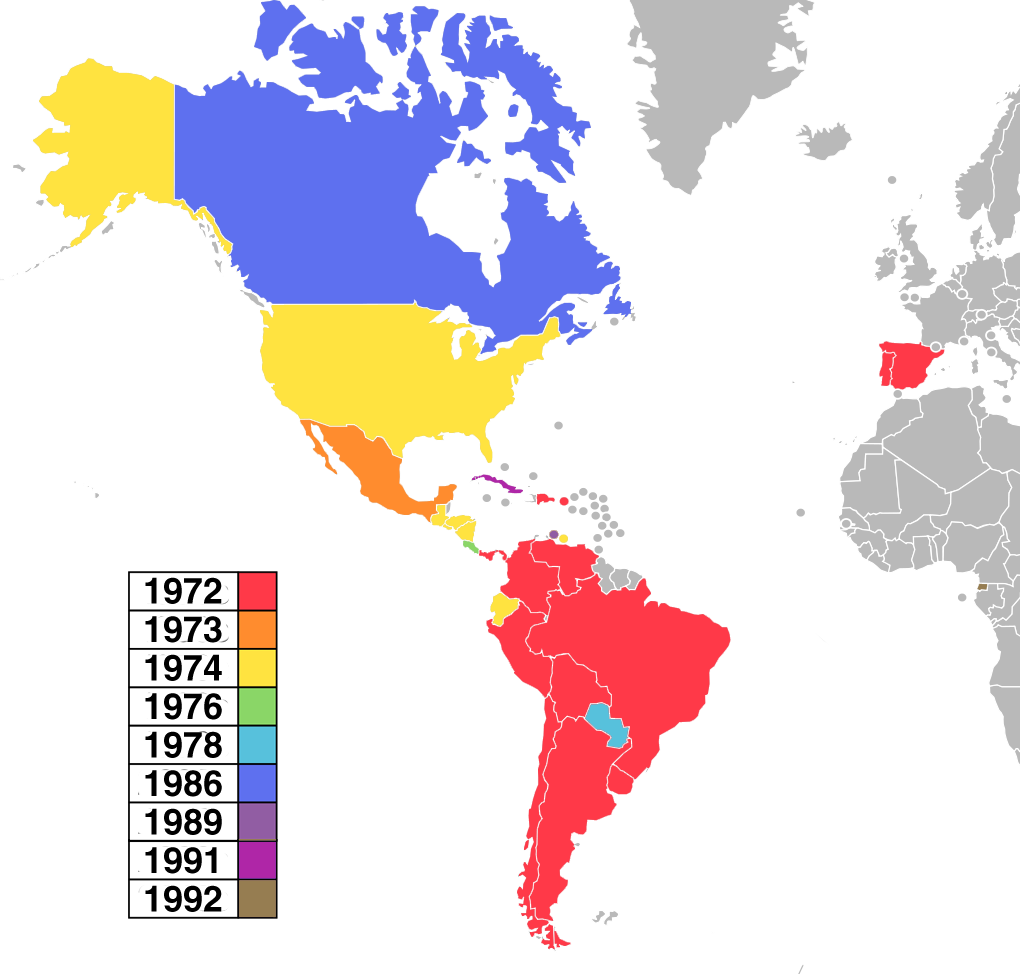
Països segons any de debut en el Festival OTI.

Si bé l'objectiu inicial del Festival de la OTI era generar un procés d'unitat iberoamericana a través de l'intercanvi d'expressions culturals, especialment les musicals, mai va aconseguir emular del tot al Festival de la Cançó d'Eurovisió, encara que sí que va aconseguir diversos èxits. No obstant això a causa de catàstrofes naturals, situacions d'inestabilitat política, la insolvència d'alguns dels països membres, l'aparició d'altres cadenes de televisió que no van manifestar estar interessades a transmetre i/o organitzar aquest esdeveniment (com van ser els casos de Mèxic i Espanya, en la primera meitat de la dècada de 1990) i, molt especialment, el qüestionament en el sistema de votacions i el gradual desmillorament en la qualitat dels participants durant les últimes edicions van provocar la falta de patrocinadors i la consegüent retirada de finançament de països claus i emblemàtics —com Espanya— d'aquest festival, la qual cosa van motivar la seva interrupció indefinida.

## Antecedents
Encara que inspirat en el Festival de la Cançó d'Eurovisió (1956), el Festival de la OTI té com a predecessor al «Festival de la Cançó Llatina», celebrat al Teatro Ferrocarrilero de la Ciutat de Mèxic. Els triomfadors de totes dues edicions van ser Lucecita en 1969 i Cláudya en 1970.

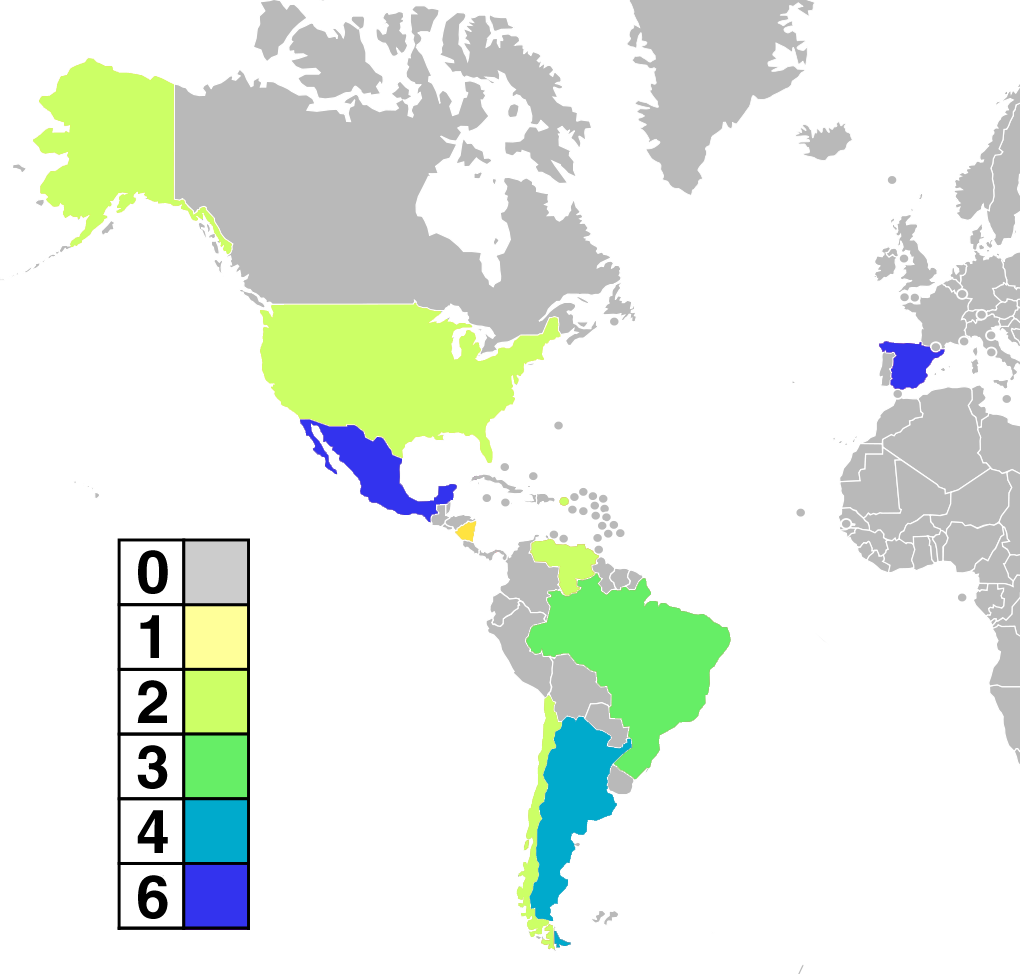
Països guanyadors al Festival OTI.

## Història
El Festival OTI de la Cançó es va celebrar per primera vegada en Madrid el 25 de novembre de 1972, quan van participar tretze països. Després d'una suspensió en 1999, a causa de les inundacions que va sofrir la ciutat mexicana de Veracruz, seu del festival d'aquell any, i després de vint-i-set edicions, la seva última versió va tenir lloc a Acapulco el 20 de maig de 2000, quan hi van assistir vint països. A partir de llavors, diverses catàstrofes naturals als països en els quals anava a celebrar-se van motivar la seva interrupció indefinida.
El Festival va abastar més enllà de l'espai iberoamericà tradicional (Amèrica del Nord, Amèrica Central, el Carib i Amèrica del Sud), aconseguint les incorporacións d'Antilles Neerlandeses i Estats Units en 1974 —es va celebrar en tres ocasions als Estats Units—, del Canadà en 1986, d'Aruba en 1989 i de Guinea Equatorial en 1992.
El festival va aconseguir la xifra rècord de 25 països participants en 1992 i 1993.
| Any  | Països segons el seu debut |
| ---- | --- |
| 1972 | Argentina, Brasil, Bolívia, Xile, Colòmbia, Espanya, Panamà, Perú, Portugal, Puerto Rico, República Dominicana, Uruguai, Veneçuela |
| 1973 | Mèxic |
| 1974 | Antilles Holandeses, Equador, El Salvador, Estats Units, Guatemala, Hondures, Nicaragua                                            |
| 1976 | Costa Rica |
| 1978 | Paraguai |
| 1986 | Canadà |
| 1989 | Aruba |
| 1991 | Cuba |
| 1992 | Guinea Equatorial |

Entre 1972 i 2000, cinc cantants representaren llurs països en almenys tres ocasions: el costariqueny Ricardo Padilla (1980, 1982 i 1994), el peruà Rocky Belmonte (1988, 1990 i 1994), el paraguaià Rolando Percy (1978, 1990 i 1995), el xilè Florcita Motuda (1978, 1981 i 1998) i l'argentí Guillermo Guido (1988, 1996 i 2000).

## Seus
Per al repartiment de seus, es van seguir criteris dispars. Si bé per un acord entre els països membres de l'OTI la primera seu va ser la capital espanyola, d'aquí endavant la idea era seguir la regla del Festival d'Eurovisió, és a dir, que el país vencedor havia d'organitzar el Festival. No obstant això, aquesta idea degué ser deixada de costat quan la televisió nicaragüenca, vencedora en 1977, no va poder organitzar-lo en 1978 a causa de la guerra civil, per la qual cosa la seu va ser canviada a Santiago de Xile.
Aquest concepte tornaria a implementar-se en 1980, en organitzar-se a Buenos Aires el festival després de la victòria argentina en 1979, però després d'aquell any s'abandonaria de manera definitiva, implementant-se un repartiment per sorteig o per designació entre els països que es trobessin financerament en condicions d'organitzar el Festival, arribant a donar-se el fet que una mateixa ciutat organitzés en tres anys consecutius el certamen iberoamericà, com en el cas de València entre 1992 i 1994.
Tretze països van organitzar el Festival OTI de la Cançó: Espanya i Mèxic, sis vegades (1972, 1977, 1985, 1992, 1993 i 1994; 1974, 1976, 1981, 1984, 1991 i 2000, respectivament); els Estats Units, tres (1983, 1989 i 1990); Xile, l'Argentina i el Perú, dos (1978 i 1986, 1980 i 1988, 1982 i 1997, respectivament); el Brasil, Puerto Rico, Veneçuela, Portugal, Paraguai, l'Equador i Costa Rica, una (1973, 1975, 1979, 1987, 1995, 1996 i 1998, respectivament).
| Any  | Seu              | Lloc                                                                              | Presentadors                                                                      | Transmissió                                                                       |
| ---- | ---------------- | --------------------------------------------------------------------------------- | --------------------------------------------------------------------------------- | --------------------------------------------------------------------------------- |
| 1972 | Madrid           | Palau de Congressos de Madrid                                                     | Rosa María Mateo i Raúl Matas                                                     | RTVE                                                                              |
| 1973 | Belo Horizonte   | Palácio das Artes                                                                 | Íris Lettieri i Walter Forster                                                    | Rede Tupi                                                                         |
| 1974 | Acapulco         | Teatro Juan Ruiz de Alarcón                                                       | Lolita Ayala i Raúl Velasco                                                       | Televisa                                                                          |
| 1975 | San Juan         | Estudis de Canal 2, Telemundo                                                     | Marisol Malaret i Beba Franco                                                     | Telemundo                                                                         |
| 1976 | Acapulco         | Teatro Juan Ruiz de Alarcón                                                       | Susana Dosamantes i Raúl Velasco                                                  | Televisa                                                                          |
| 1977 | Madrid           | Centro Cultural de la Villa de Madrid                                             | Mari Cruz Soriano i Miguel de los Santos                                          | RTVE                                                                              |
| 1978 | Santiago         | Teatro Municipal                                                                  | Raquel Argandoña i Raúl Matas                                                     | Canal 13, TVN, Canal 9 i UCV-TV                                                   |
| 1979 | Caracas          | Teatro del Círculo Militar                                                        | Eduardo Serrano i Carmen Victoria Pérez                                           | VTV, Venevisión i RCTV                                                            |
| 1980 | Buenos Aires     | Teatro General San Martín                                                         | Liliana López Foresi i Antonio Carrizo                                            | ATC i Canal 13                                                                    |
| 1981 | Ciudad de México | Auditorio Nacional                                                                | Raúl Velasco                                                                      | Televisa                                                                          |
| 1982 | Lima             | Coliseo Amauta                                                                    | Humberto Martínez Morosini, Zenaida Solís, Pepe Ludmir i Silvia Maccera           | Panamericana Televisión                                                           |
| 1983 | Washington D.C.  | Constitution Hall                                                                 | Ana Carlota i Rafael Pineda                                                       | SIN                                                                               |
| 1984 | Ciutat de Mèxic  | Auditorio Nacional                                                                | Raúl Velasco                                                                      | Televisa                                                                          |
| 1985 | Sevilla          | Teatro Lope de Vega                                                               | Paloma San Basilio i Emilio Aragón Álvarez                                        | RTVE                                                                              |
| 1986 | Santiago         | Teatro Municipal                                                                  | Pamela Hodar i César Antonio Santis                                               | Canal 13, TVN i Canal 11                                                          |
| 1987 | Lisboa           | Teatro São Luís                                                                   | Ana Maria Zanatti i Eládio Clímaco                                                | RTP                                                                               |
| 1988 | Buenos Aires     | Teatro Miguel de Cervantes                                                        | Pinky i Juan Alberto Badía                                                        | ATC i Canal 13                                                                    |
| 1989 | Miami            | James L. Knight Convention Center                                                 | Don Francisco, Lucy Pereda i Antonio Vodanovic                                    | Univisión                                                                         |
| 1990 | Las Vegas        | Caesar's Palace                                                                   | Antonio Vodanovic, Emmanuel i María Conchita Alonso                               | Univisión                                                                         |
| 1991 | Acapulco         | Centro de Convenciones                                                            | Raúl Velasco                                                                      | Televisa                                                                          |
| 1992 | València         | Teatre Principal                                                                  | Paloma San Basilio i Joaquín Prat                                                 | RTVE                                                                              |
| 1993 | València         | Teatre Principal                                                                  | Paloma San Basilio i Francisco                                                    | RTVE                                                                              |
| 1994 | València         | Teatre Principal                                                                  | Ana Obregón i Francisco                                                           | RTVE                                                                              |
| 1995 | San Bernardino   | Anfiteatro José Asunción Flores                                                   | Menchi Barriocanal i Rubén Rodríguez                                              | Canal 13 (Paraguai)                                                               |
| 1996 | Quito            | Teatro Nacional de la Casa de la Cultura                                          | Christian Johnson i Ximena Aulestia                                               | Ecuavisa, Teleamazonas i Gamavisión                                               |
| 1997 | Lima             | Plaza Mayor                                                                       | Jorge Belevan i Claudia Doig                                                      | América Televisión                                                                |
| 1998 | San José         | Teatro Nacional                                                                   | Maribel Guardia i Rafael Rojas                                                    | Repretel i Teletica                                                               |
| 1999 | Veracruz         | El Festival va ser suspès a causa de les inundacions que va sofrir la ciutat seu. | El Festival va ser suspès a causa de les inundacions que va sofrir la ciutat seu. | El Festival va ser suspès a causa de les inundacions que va sofrir la ciutat seu. |
| 2000 | Acapulco         | Centro de Convenciones                                                            | Emmanuel, Andrea Legarreta, Gabriela Spanic i Otto Sirgo                          | Televisa                                                                          |

## Votació
Per a escollir la cançó guanyadora del Festival de l'OTI, entre 1972 i 1981, es van realitzar votacions via telefònica, mitjançant jurats per països. A partir de 1982, un jurat de sala, format per persones relacionades amb el món de la música, va avaluar les diferents cançons mitjançant votació. En 1982, va haver-hi una variació en el jurat de sala: era un jurat per país participant que lliurava les seves puntiacions en una votació oberta, l'invers en 1983, quan la votació va ser secreta, i en 1984, quan van ser designats jurats famosos i lligats a la música. A partir de 1990, els temes musicals que obtenien major puntuació es van portar un premi en metàl·lic.